# Ковешникова, Майя Дмитриевна
Ма́йя Дми́триевна Кове́шникова (13 мая 1926, Новосиль — 2 июня 2013) — русская художница-живописец, заслуженный художник РСФСР (1986), лауреат премии Алтайского края в области литературы, искусства, архитектуры и народного творчества.

## Биография
Родилась 13 мая 1926 года в городе Новосиль Орловской области. Её отцу — партийному работнику — по роду деятельности часто приходилось менять местожительство, так что довоенное детство художницы проходило в разных городах, пока в 1941 году война не застала её деревне Орловской области где она проживала вместе со своей матерью — учительницей начальных классов и где на некоторое время будущая художница оказалась на оккупированной территории. В 1942 году по окончании курсов военруков ей пришлось работать в школе. Своё увлечение рисованием Майя Дмитриевна никогда не оставляла, но художественное образование получила уже в послевоенные годы, закончив учёбу в Орловском художественном училище. Именно в училище она познакомилась со своим будущим мужем, педагогом и художником В. Я. Курзиным. В 1951 году переехала с мужем на Алтай, в Барнаул. В 1971 году была награждена медалью «За трудовую доблесть».
В 1986 году ей было присвоено звание Заслуженного художника РСФСР. В 2006 стала лауреатом премии Демидовского фонда Алтайского края. В год своего 85-летия художница была награждена медалью Алтайского края «За заслуги перед обществом».
Ушла из жизни 2 июня 2013 года.

## Творчество
В 1968 году Майя Дмитриевна стала членом Союза художников СССР. После переезда в Алтайский край художница активно участвует в краевых и зональных художественных выставках. В 1976 году её работы представлены на выставке «Художники Сибири», проходившей в ГДР.
В 2006 году в Центральном доме художника в Москве была организована выставка М. Д. Ковешниковой под названием «Цвет, музыка».
Произведения художницы находятся в фондах Государственного художественного музея Алтайского края, в Орловском художественном музее — на родине живописца, а также в частных собраниях Барнаула, Новосибирска, Горно-Алтайска и собраниях зарубежных коллекционеров из Германии, Японии, США и Канады.

## Основные работы
- «В химической лаборатории»,1967,ГХМАК
- «Изба Прова из Уймона»,1967,ГХМАК
- «Красна изба углами»,1967,ГХМАК
- «Апрель»,1969,ГХМАК
- «Актёлский рассвет»,1971,ГХМАК
- «Хлеб Алтая»,1972,ГХМАК
- «Незабудки»,1975, ГХМАК
- «Хлеба Кулунды»,1980,ГХМАК
- «И праздник пришёл»,1988, ГХМАК